# 素盞嗚神社 (西宮市)

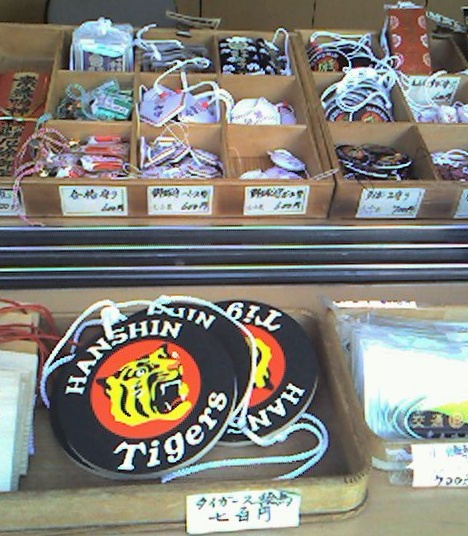
タイガース絵馬

素盞嗚神社（すさのおじんじゃ）は兵庫県西宮市甲子園町にある神社である。
境内が阪神甲子園球場のライトスタンド場外に当たることから、阪神タイガースの選手・ファンや高校野球関係の必勝祈願者が多く、「甲子園神社」「タイガース神社」とも言われている。
また、野球のボール型・ベース型・使用済みグラブのパーツを活用したお守り（「勝ちあがり守」など）や、タイガース絵馬がある。

## 祭神
素盞嗚命（すさのおのみこと）。

## 歴史
- 創建年代は不詳。本殿柱に元禄及び天保年間に度々再建された記録が残っていた。

当地は武庫川の支流である枝川と申川の分流点であった。
- 江戸時代までは牛頭天王社と称され、牛頭天王を祭神としていた。
- 明治初期の廃仏毀釈により祭神名を素盞嗚命へ改め、社名も素盞嗚神社へ改称する。
- 大正13年（1924年）、廃川になった枝川・申川の跡に甲子園大運動場（現：阪神甲子園球場）が完成。
- 昭和20年（1945年）、阪神大空襲に至る一連の空襲で社殿は焼失、戦後再建される。

## 社殿・境内

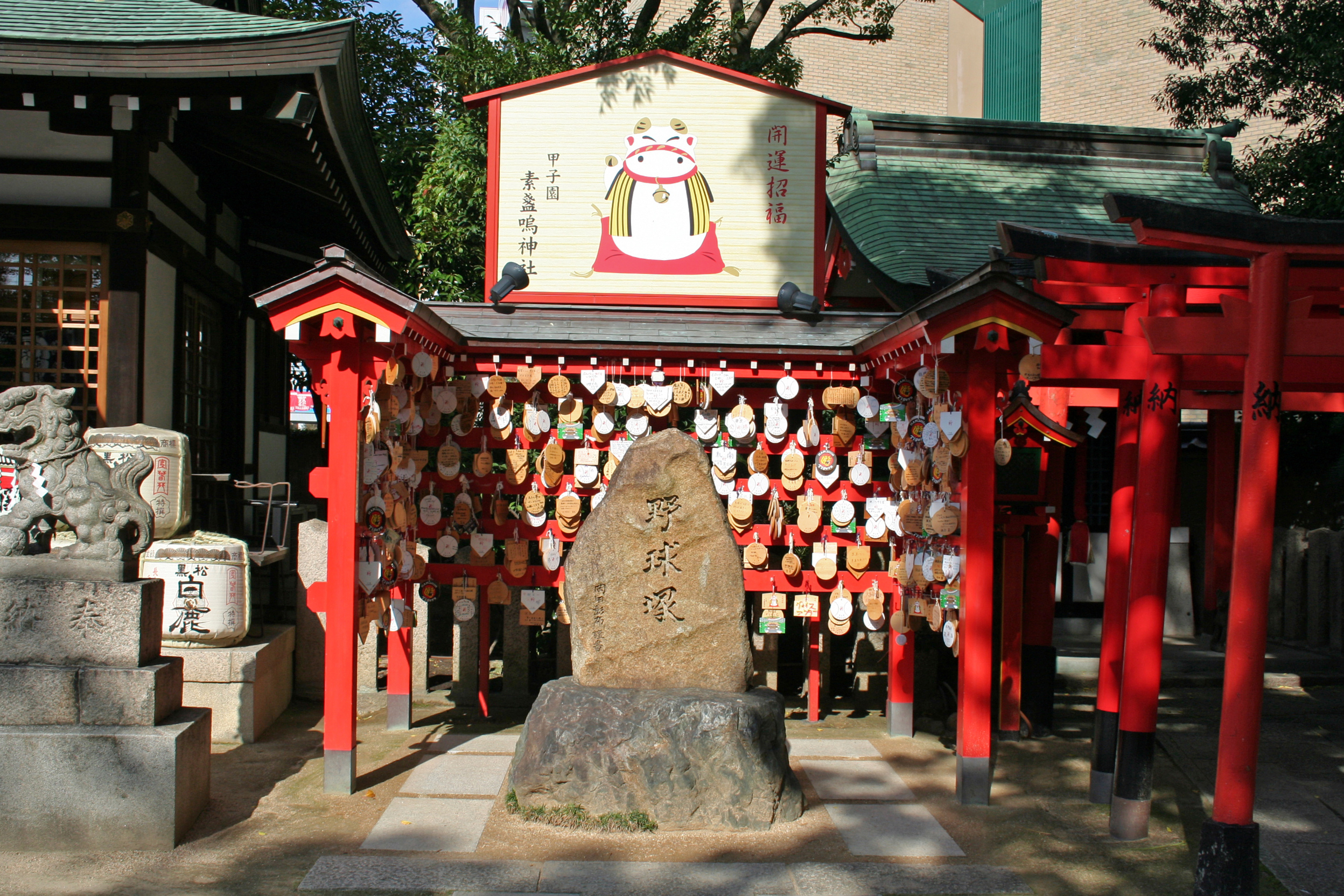
野球塚

- 元戎社：地元の漁師が網に掛かったえびす像を西宮神社に祀る前に、当地に祀ったと言われる。
- 野球塚：2004年8月に岡田彰布（当時は阪神タイガースの一軍監督）の寄贈によって建立。ホームベースをかたどった石が、塚の前に敷き詰められている。
  - この野球塚の背後上部には、子年だった2008年以降、トラ柄（黄黒の縞模様）の法被を着て、招き猫のポーズをしている当該年の十二支の動物が描かれた大きな絵馬が設置されているが、寅年だった2010年は例外で、タイガースのロゴマークになっていた。ただこの年も、販売用の絵馬は、他の年と同様なレイアウトのもの（ただし法被はタイガース仕様（白黒の縞模様））が販売されていた、なお2005年～2007年は、トラ柄（黄黒の縞模様）の化粧まわしをした当該年の十二支の動物が描かれていた絵馬だった。2004年以前は不明。
- 野球ボール型のモニュメント：2008年8月1日から手水舎の近くに建立。岡田の前任監督だった星野仙一の揮毫に沿って、「夢」という文字がボール型の石に彫られている。

## 祭事・年中行事
- 7月15日16日：夏越祭
- 10月19日20日：秋例祭

## 所在地・交通
- 兵庫県西宮市甲子園町2-40
  - 阪神本線甲子園駅から徒歩9分